# Famille von Pressentin
La famille von Pressentin, également Pressenthin, est une famille noble du Mecklembourg. Des lignées individuelles de la famille continuent d'exister à ce jour.

## Histoire

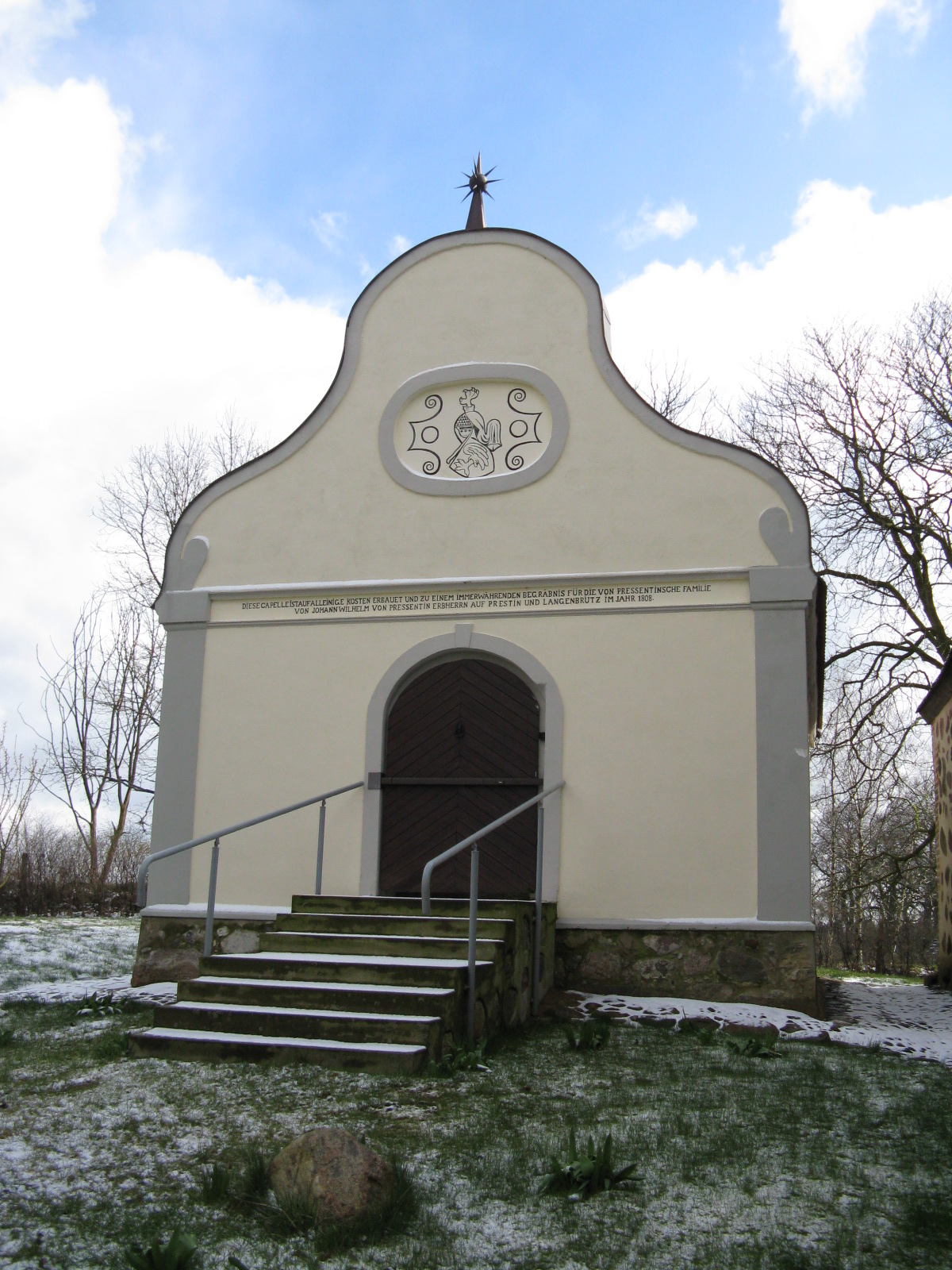
Chapelle funéraire des Pressentins

La famille, qui appartient à la noblesse du Mecklembourg et a son domicile ancestral à Prestin près de Sternberg, apparaît pour la première fois dans un document du 28 juin 1275 avec Hence de Priscentin. La lignée continue commence en 1270 avec Petrus, seigneur héréditaire de Prestin. La famille emprunte son nom à son domaine ancestral Prestin, autrefois également Preszentyn, et enfin Pressentin. Depuis 1348, le village de Prestin et son domaine ancestral appartiennent à la famille Pressentin depuis 600 ans. Cette famille construit également et aménage l'église (de) et en est toujours le patron. Ils possèdent d'autres domaines environnants tels que Witzin et Stieten. En 1790, la famille vend son manoir, qui est éligible au parlement de l'État, et en 1830, il est incorporé à Sternberg. La famille s'épanouit en deux lignées, la lignée de Prestin et la lignée de Stieten, qui à son tour se divise en deux branches, la branche de Groß-Kussewitz et de Jesendorf. En 1872, le siège de la famille Pressentin à Prestin est perdu, seule la chapelle funéraire construite en 1808 par Johann Wilhelm von Pressentin reste comme lieu de repos final de la famille.
Le bâtiment à colombages de deux étages, construit en 1782 par Guillaume Ier von Pressentin comme manoir, est détruit par un incendie le 5 mai 1945. Dans le registre de l'abbaye de Dobbertin, il y a 27 inscriptions de filles de la famille de 1741 à 1893 de Prestin, Stieten, Jesendorf et Rohlstorf pour l'admission à la fondation locale des femmes nobles, dont trois inscriptions de filles de Rautter. Les armoiries avec croix d'ordre attachée et les armoiries d'alliance de deux conventuels se trouvent sur la galerie des moniales dans l'église de l'abbaye.
Le 8 mai 1833, le nom et les armoiries prussiens sont fusionnés avec ceux de Rautter (de). Le 10 octobre 1890, un autre diplôme prussien est délivré à Bernhard von Pressentin genannt Rautter aus dem Hause Willkam (1860-1888), qui autorise l'usage héréditaire patrilinéaire du nom et des armoiries de Podewils, lié à la propriété de l'ancien fidéicommis de Podewils Penken (de). En 1913, le titre de comte est transmis à la famille sous le nom de comte von Rautter-Willkamm, qui est également hérité de manière patrilinéaire. Une association familiale existe depuis le 10 octobre 1885.

## Armes

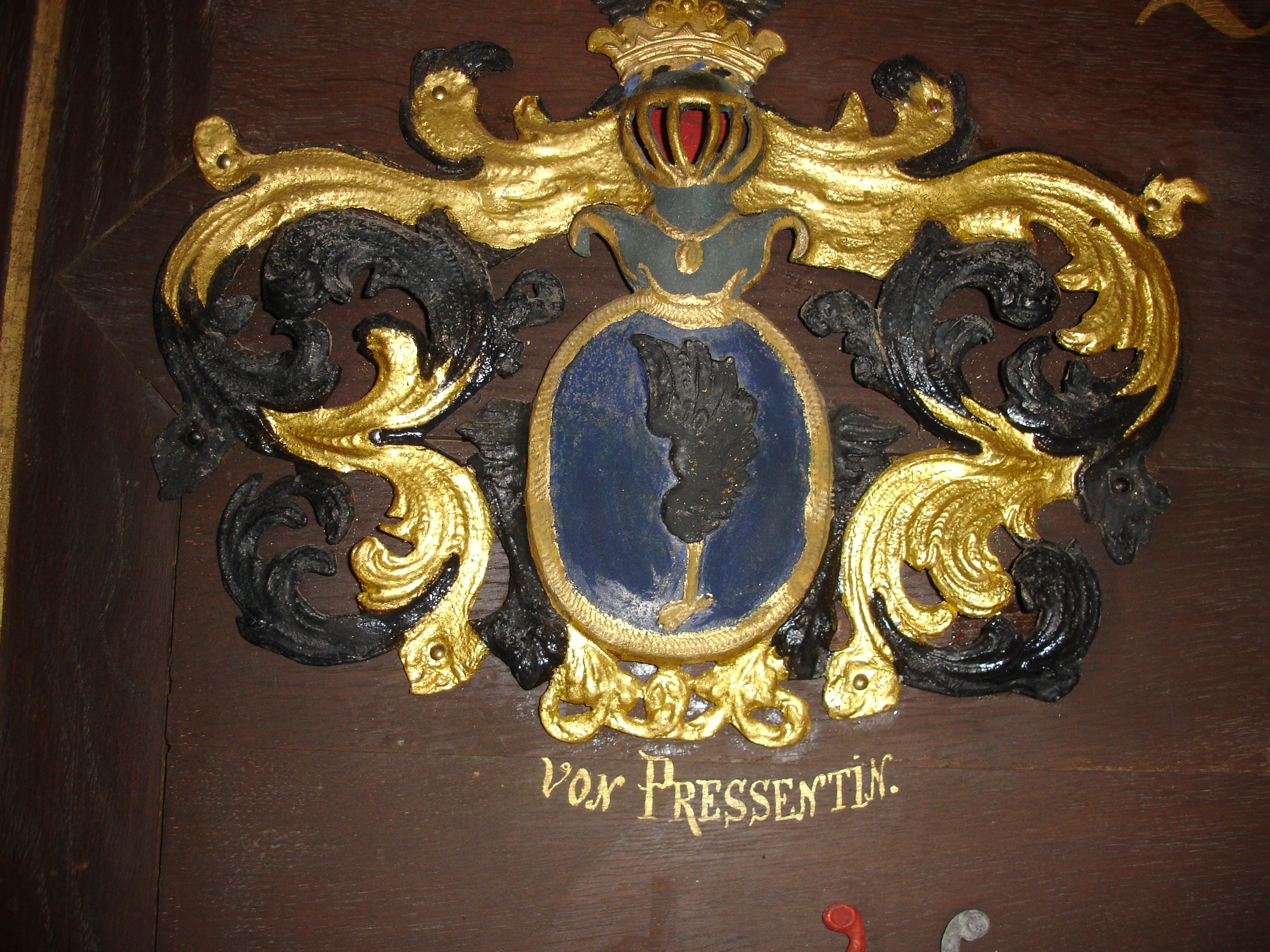
Armoiries de l'

Les armoiries de la famille représentent une griffe de griffon dorée à plumes noires, de couleur bleue et placée en diagonale vers la gauche. Sur le casque aux coques bleues et dorées pousse la griffe du griffon entre un vol noir ouvert. Les armoiries des Pressentin dits Rautter de 1833 sont écartelées : champs 1 et 4 comme les armoiries de la famille, 2 et 3 comme les armoiries de la famille von Rautter, en rouge un argent flottant à trois branches barre diagonale en haut. Sur le casque à coques bleu-or à droite et rouge-argent à gauche, la griffe du griffon pousse entre un vol noir ouvert dont l'aile droite est recouverte de la barre d'argent. À partir de 1890, le propriétaire de l'ancien fidéicommis de Podewils, Penken, porte également les armoiries de la famille Podewils.

## Personnalités
- Katharina (von) Prestin (Pressentin) est sous-prieure de l'abbaye de Dobbertin de 1556 à 1562
- Bernhard von Pressentin (1739–1825), lieutenant général mecklembourgeois et gouverneur de Rostock
- Karl von Pressentin (de) (1820–1905), général de division prussien
- Bernhard von Pressentin (1824–1895), général de division mecklembourgeois
- Bernhard von Pressentin (1837–1914), propriétaire foncier et député du Reichstag
- Bernhard von Pressentin (1840–1914), lieutenant général prussien
- Adolph von Pressentin (de) (1845–1916), avocat administratif, conseiller d'État et chef du ministère des Finances du Mecklembourg-Schwerin de 1896 à 1914
- Ernst von Pressentin (1853–1945), lieutenant général allemand
- Hans-Henning von Pressentin (de) (1890–1952), major allemand, homme politique du Stahlhelm et sénateur de Hambourg
- Viktor von Pressentin genannt von Rautter (1896–1918), pilote de chasse Jagdstaffel 4
- Auguste Sophie Caroline von Pressentin (1860–1951), est domina du couvent de l'abbaye de Dobbertin de 1925 à 1936
- Hedwig von Pressentin (1864–1946), est domina du couvent de l'abbaye de Ribnitz de 1930 à 1946